# Pseudo-pénis

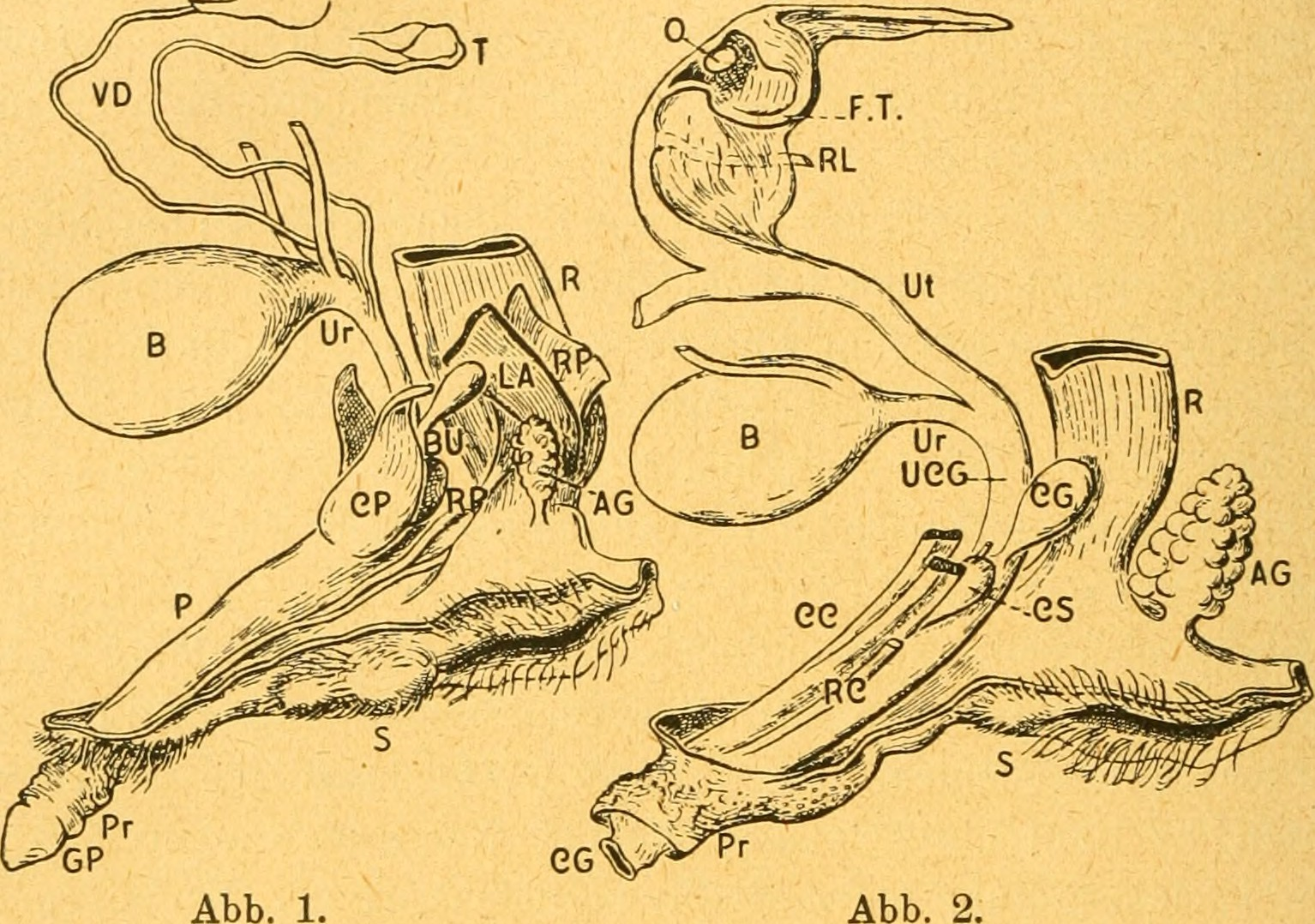
Systèmes reproductifs mâles (gauche) et femelles (droite) chez la hyène tachetée.

Un pseudo-pénis est une structure trouvée chez certains animaux et qui, bien que semblant être un pénis, provient d'un processus développemental différent.

## Mammifères

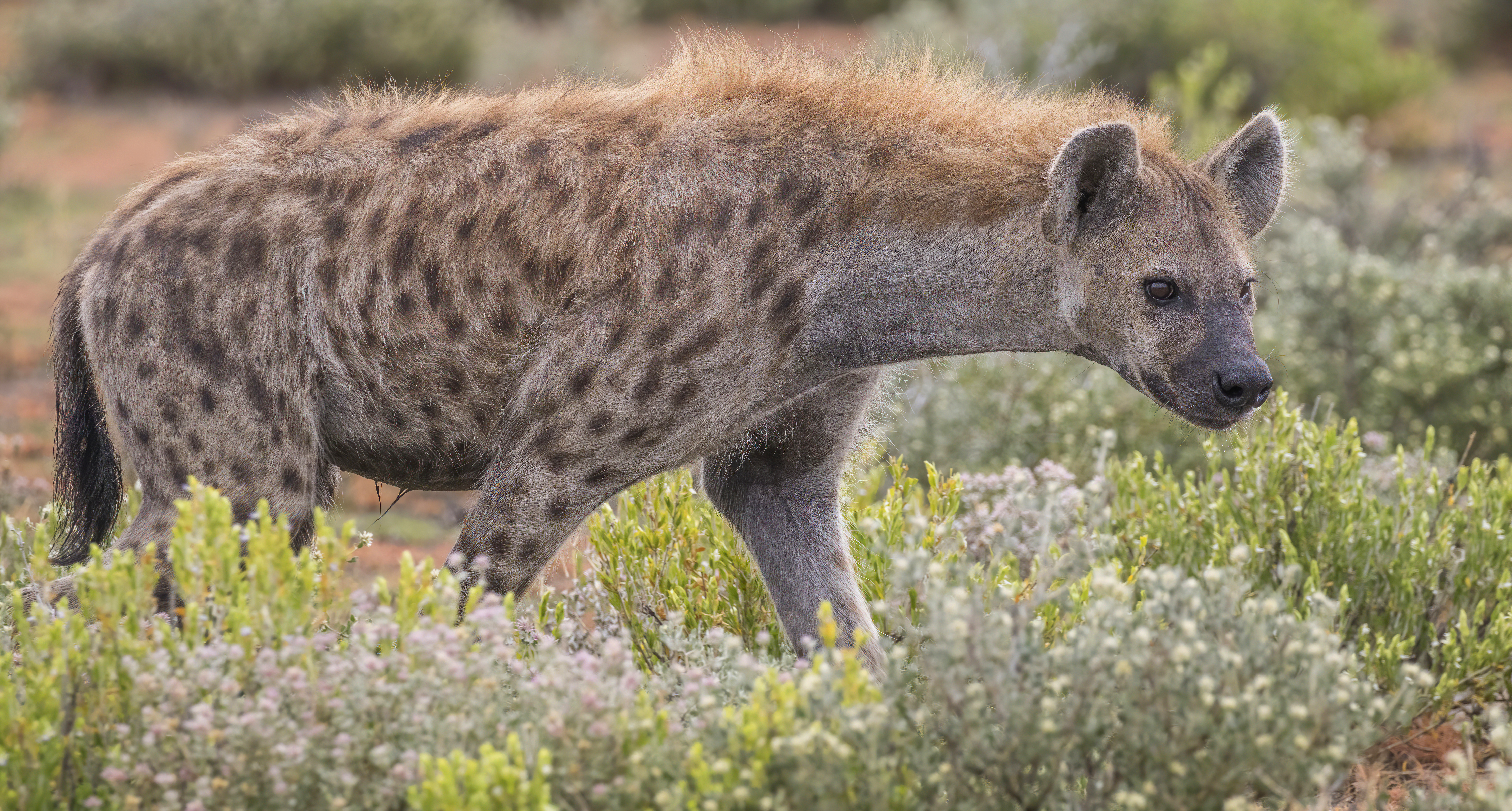
Hyène tachetée.

Les femelles de certains mammifères possèdent un clitoris de grande taille qui peut alors être qualifié de pseudo-pénis. C'est le cas chez la hyène tachetée,, les fossas juvéniles, le binturong, les lémuroidés et les atèles. Chez les fossas, le clitoris agrandi est supporté par un os clitoridien, un os similaire à l'os pénien trouvé chez la plupart des mammifères. Chez la femelle fossa, l'os clitoridien et le pseudo-pénis diminuent en taille lors de la croissance de l'animal.
Chez la plupart des mammifères possédant un pseudo-pénis, cette structure ne semble pas avoir d'utilité fonctionnelle. On note cependant au moins une exception dans le cas de la hyène tachetée. Les femelles de cette espèce utilisent leurs pseudo-pénis lors de la miction, des rapports sexuels et de la mise-bas. Par ailleurs, la présence du pseudo-pénis chez les hyènes tachetées rend difficile une copulation qui se ferait sans le consentement complet des femelles, donnant ainsi un rôle prédominant à leurs préférences d'accouplement. L'organisation sociale des hyènes tachetées prend la forme d'une matriarchie.

## Oiseaux

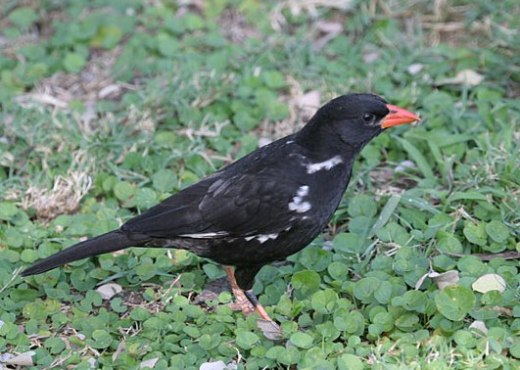
Alecto à bec rouge.

Chez la plupart des espèces d'oiseaux, les mâles ne possèdent pas de pénis à proprement parler. Chez certaines espèces, comme par exemple l'alecto à bec rouge, les mâles possèdent en revanche un pseudo-pénis.

## Insectes

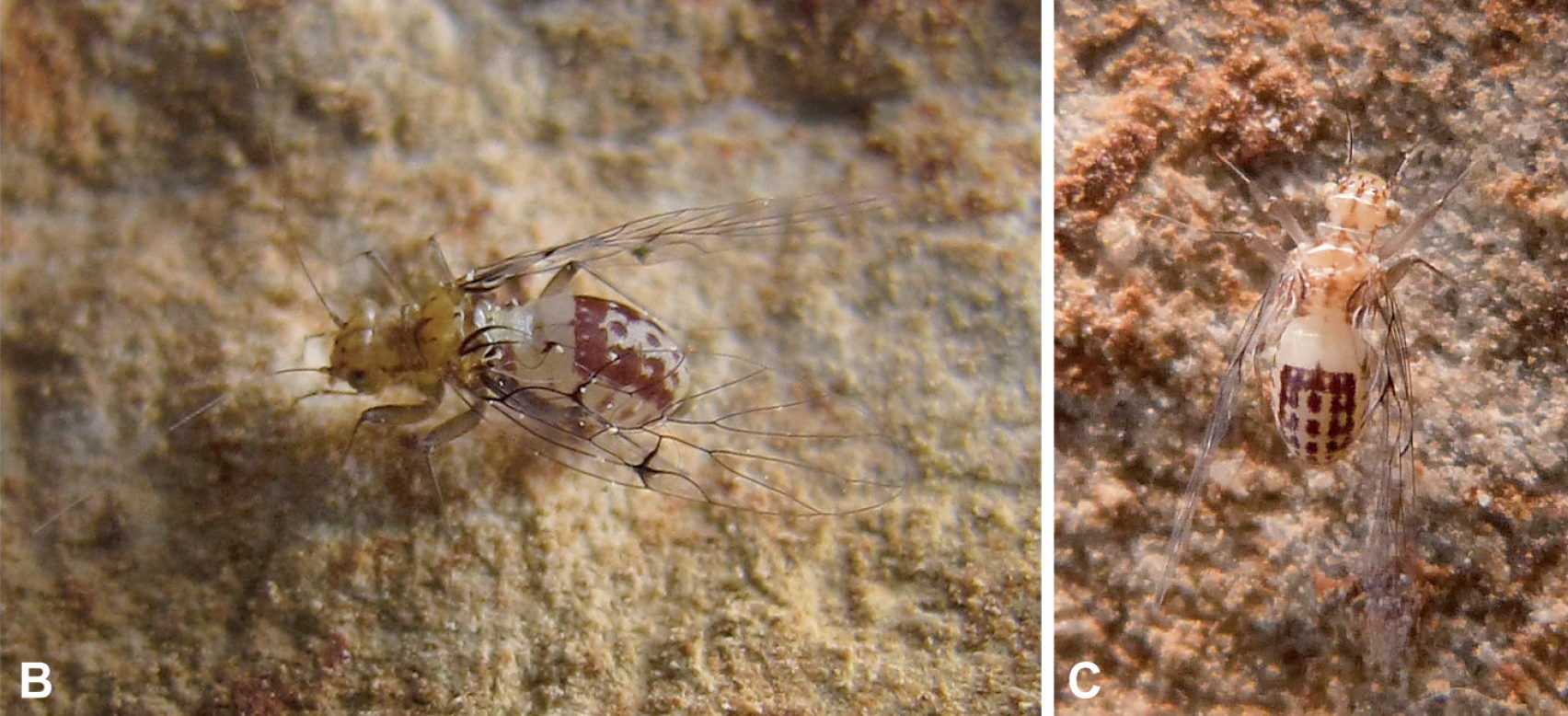
Neotrogla curvata à gauche (B), et Neotrogla aurora à droite (C).

Les psoques du genre Neotrogla présentent un cas d'inversion des organes génitaux entre les mâles et les femelles. Ce sont les femelles qui sont équipées d’un pseudo-pénis qui pénètre dans le corps du mâle afin d’y prélever le sperme,.